# Pot de résine

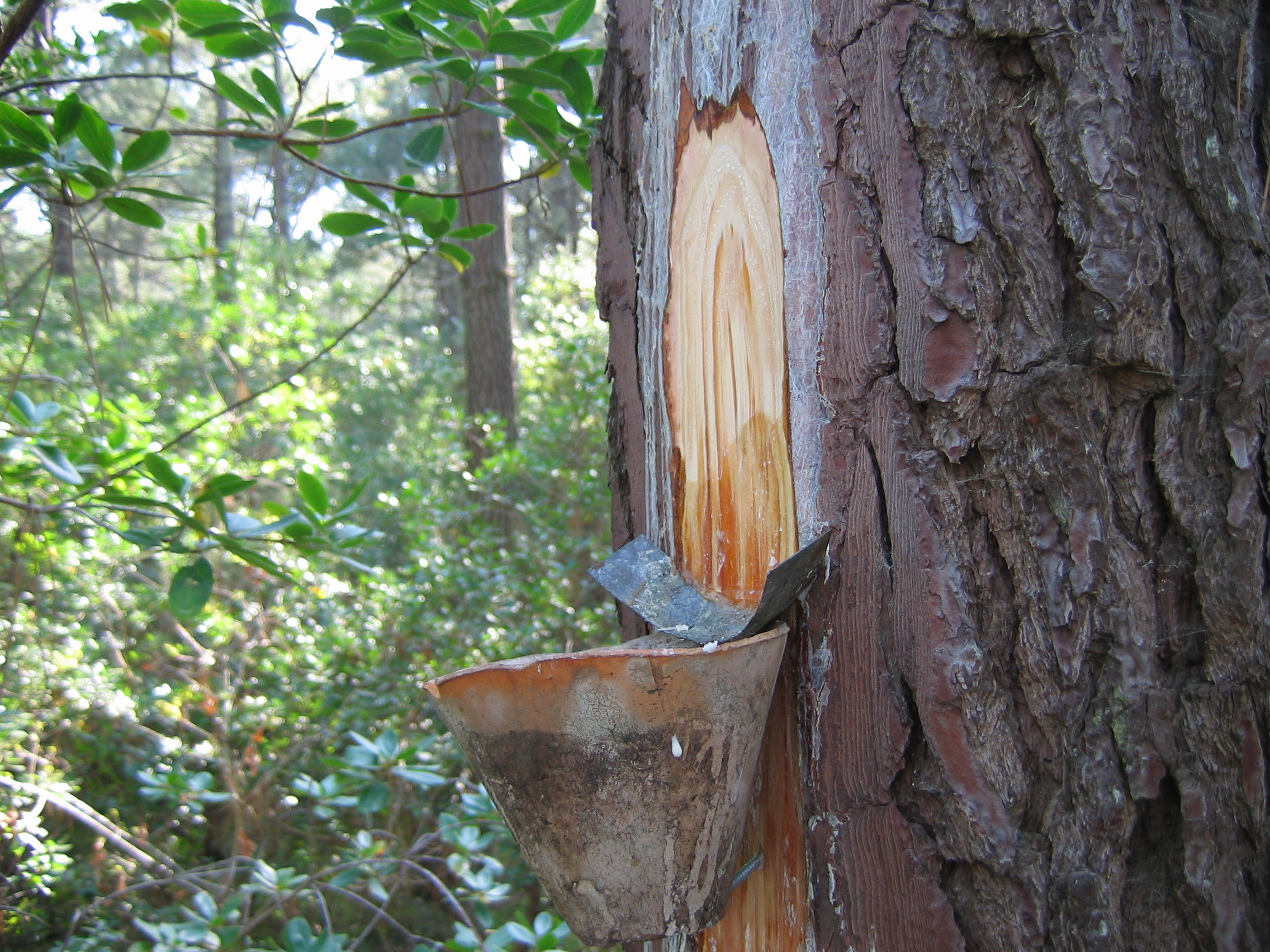
Pot de résine, tenu par un crampon et une pointe

Le pot de résine ou pot à résine est un récipient en terre cuite destiné à recevoir la résine qui s'écoule de la care d'un pin gemmé. Son usage est associé au gemmage pratiqué dans les Landes de Gascogne jusqu'à la fin du XXe siècle.

## Présentation
Le pot de résine est mis au point par un avocat et agriculteur bordelais, Pierre Hugues, qui brevète en 1844 son « nouveau » procédé pour récolter la résine : le système dit du « pot ascensionnel ».
Avant cette date, le gemmage se pratiquait selon une technique très artisanale et qui offrait de faibles rendements : le gemmage au « crot » (du gascon cròt : trou). Pour récolter la résine, les anciens résiniers creusaient un trou au pied du pin, en général entre les racines, qu’ils tapissaient de mousse. La résine obtenue, si elle n'avait pas cristallisé sur la care avant d'arriver au pied du pin, était pleine d'impuretés : des brindilles, du sable, des insectes, et elle ne contenait que très peu d'essence de térébenthine.
Avec la loi du 19 juin 1857, toutes les communes des Landes de Gascogne se trouvent dans l’obligation de boiser leurs terrains, c'est alors que le gemmage se répand sur tout le territoire. La méthode du gemmage au « crot » n’étant pas adaptée pour « industrialiser » le procédé, le nouveau « système Hugues » introduit l’usage d’un pot en argile sans trou, coincé entre un crampon (lamelle de zinc légèrement cintrée) par-dessus et soutenu par une pointe de charpentier, dans l’axe de la care, pour récolter la résine. Ce pot est dit « ascensionnel » car il suit chaque année la montée de la care. Le principal avantage est que la résine récoltée contient moins d’impuretés. Le pot sert ainsi aux quatre, cinq ou six amasses par saison. Il faut entre un mois et un mois et demi selon les pins pour qu’il se remplisse goutte à goutte.
Au milieu des années 1980, les gemmeurs remplacent le pot de résine par un sac en plastique, agrafé au bas de la care pour ne plus lever que trois amasses de 1,8 litre chacune dans la saison. Cette technique finit elle aussi par disparaître avec l’arrêt du gemmage dans les Landes de Gascogne à la fin du XXe siècle.

## Pierre Hugues
Il naît à Bazas en 1794 et devient avocat à Bordeaux en 1822. Lorsqu’il dépose son brevet en 1844, il devient conjointement distillateur. Grâce à son esprit inventif, il met au point une nouvelle technique de distillation dans son usine de Tarnos. La résine Hugues ainsi produite, de meilleure qualité, se vend plus chère que toute autre. Quant à l’usage du pot Hugues, il se généralise après la loi du 19 juin 1857 et le boisement des Landes de Gascogne, trop tard pour que Hugues connaisse la gloire de son vivant.

## Galerie
Gemmage dans la forêt des Landes

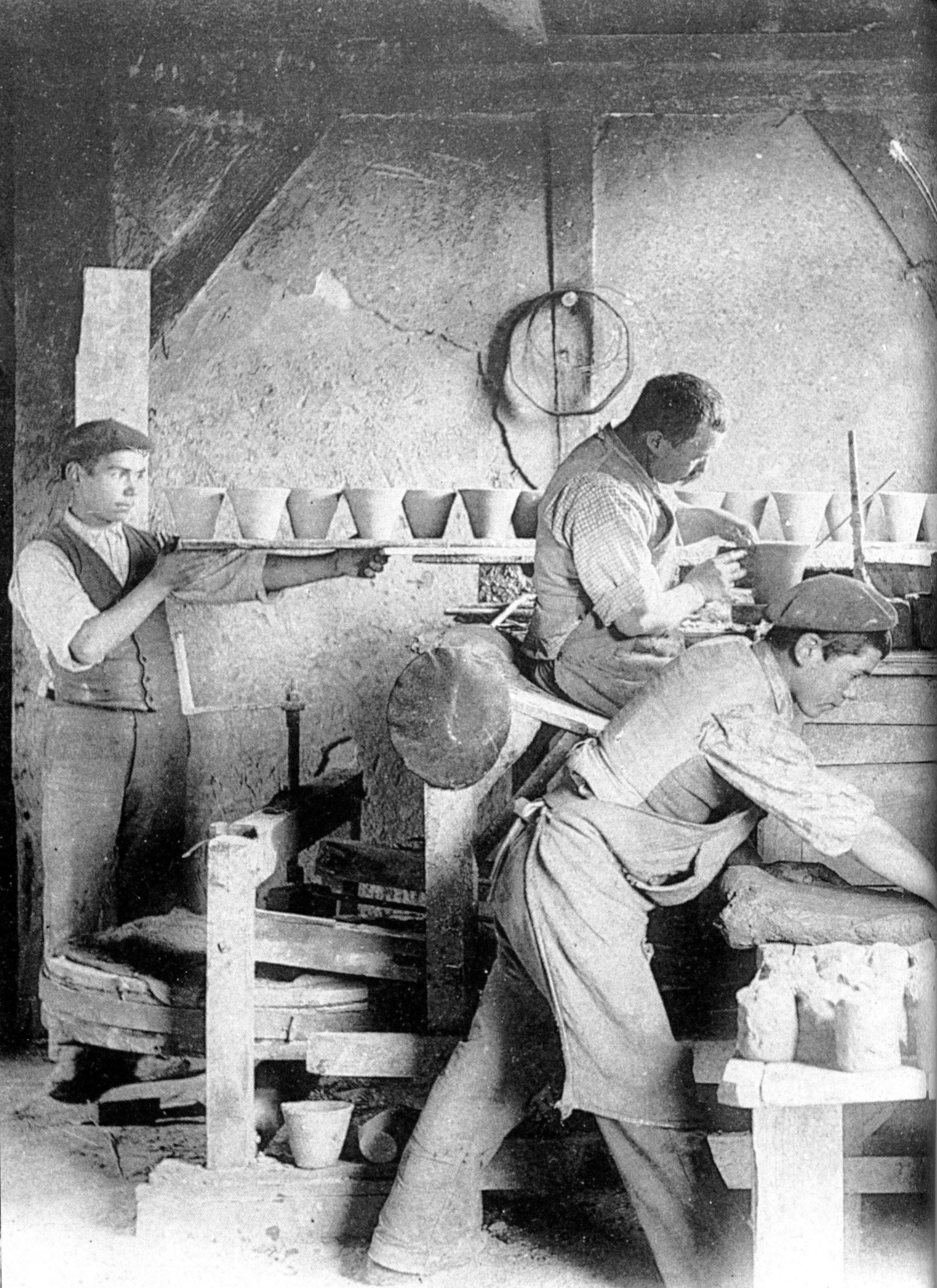
Fabrication des pots de résine dans les Landes de Gascogne
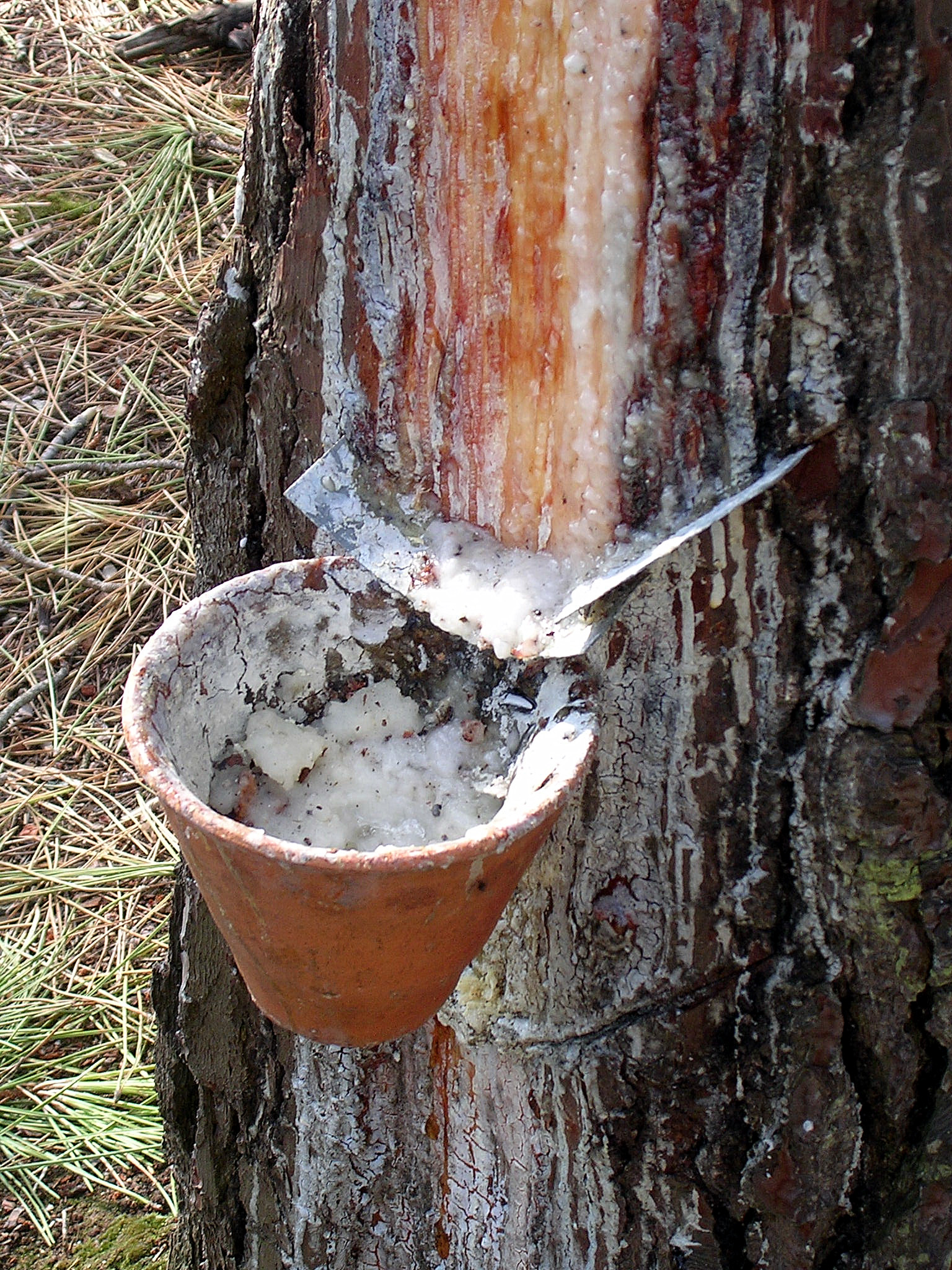
Récolte de la gemme
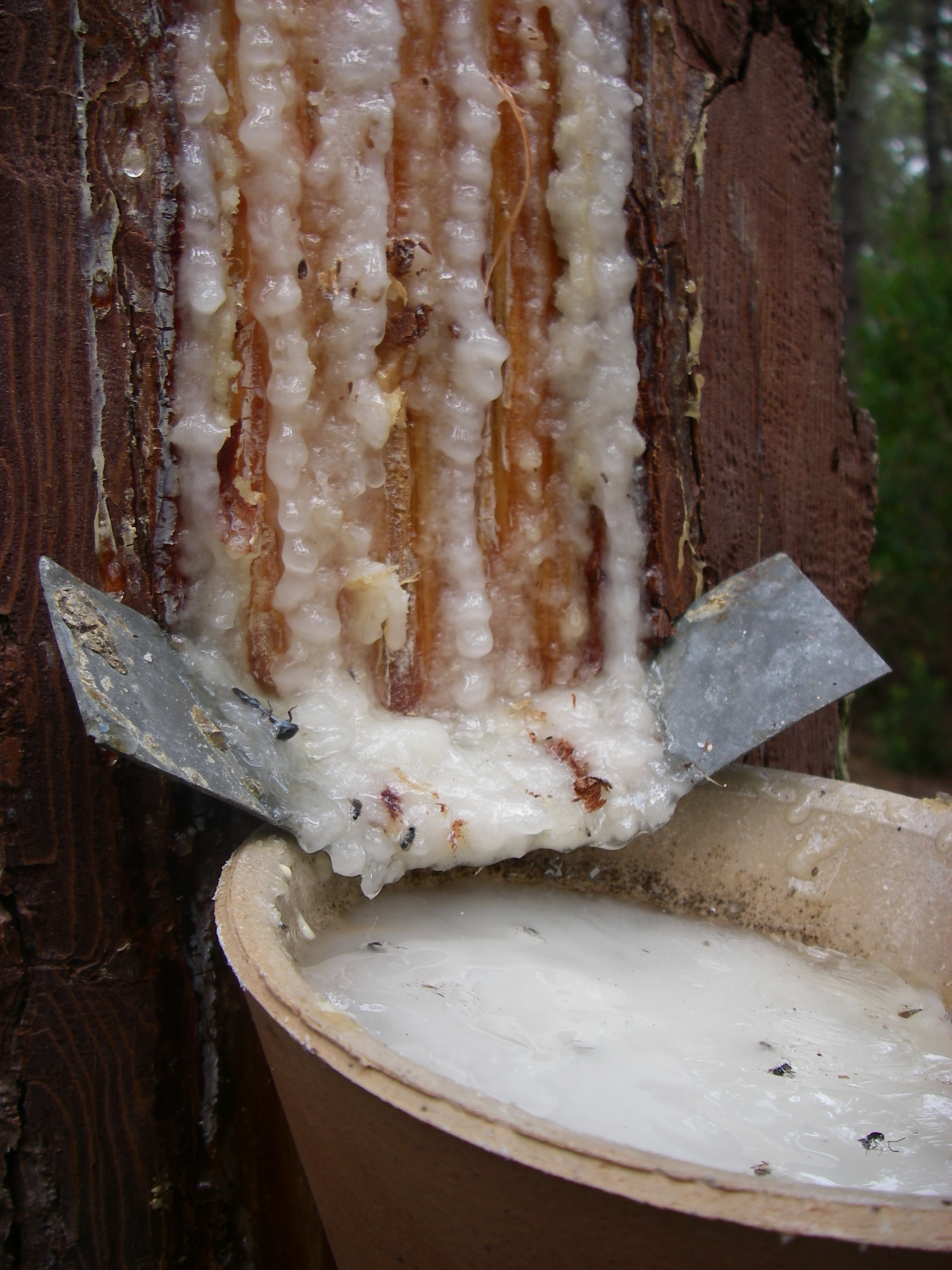
Care avec pot de résine
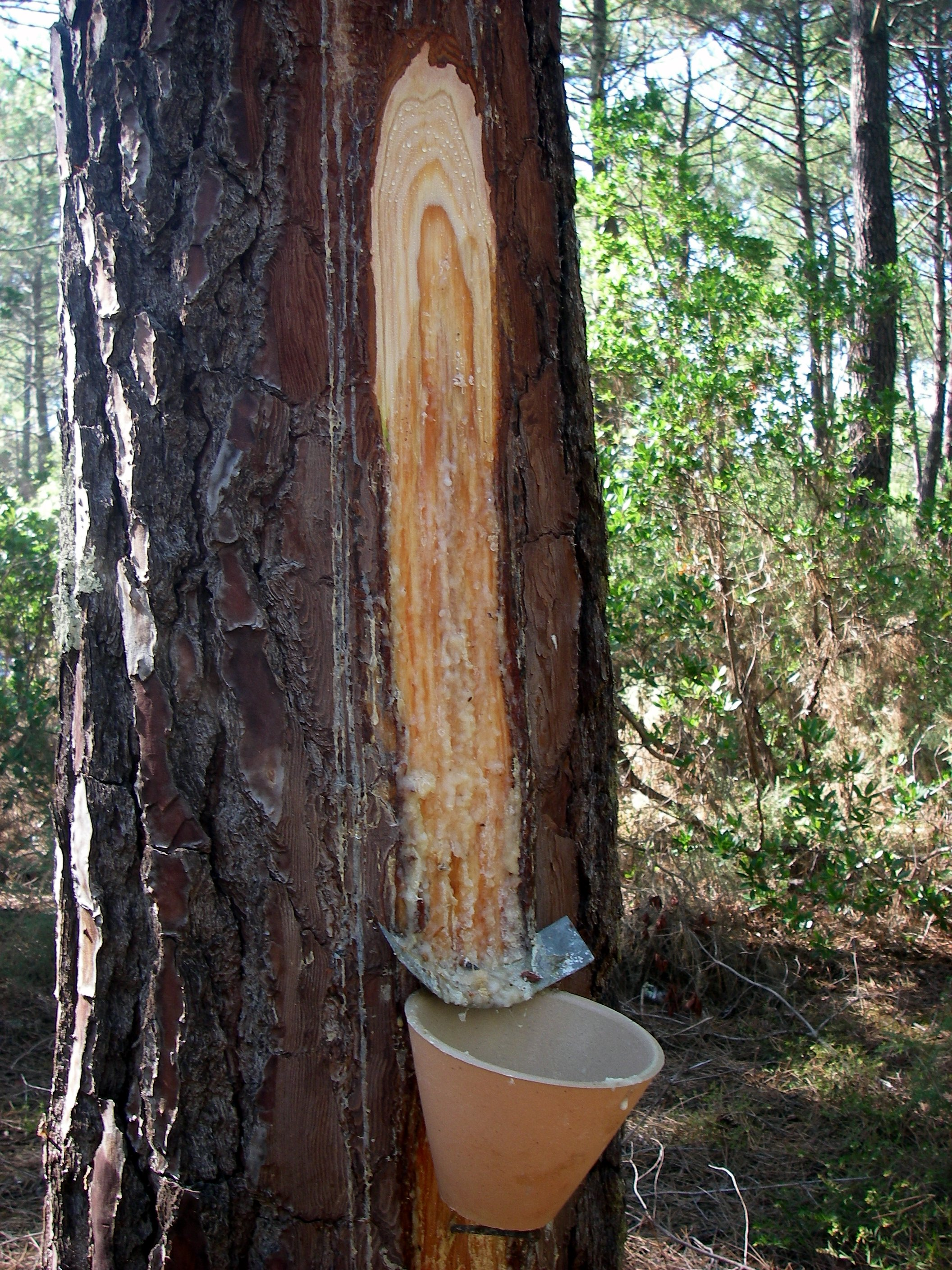
Care avec pot de résine

Pots de résine dans d'autres pays

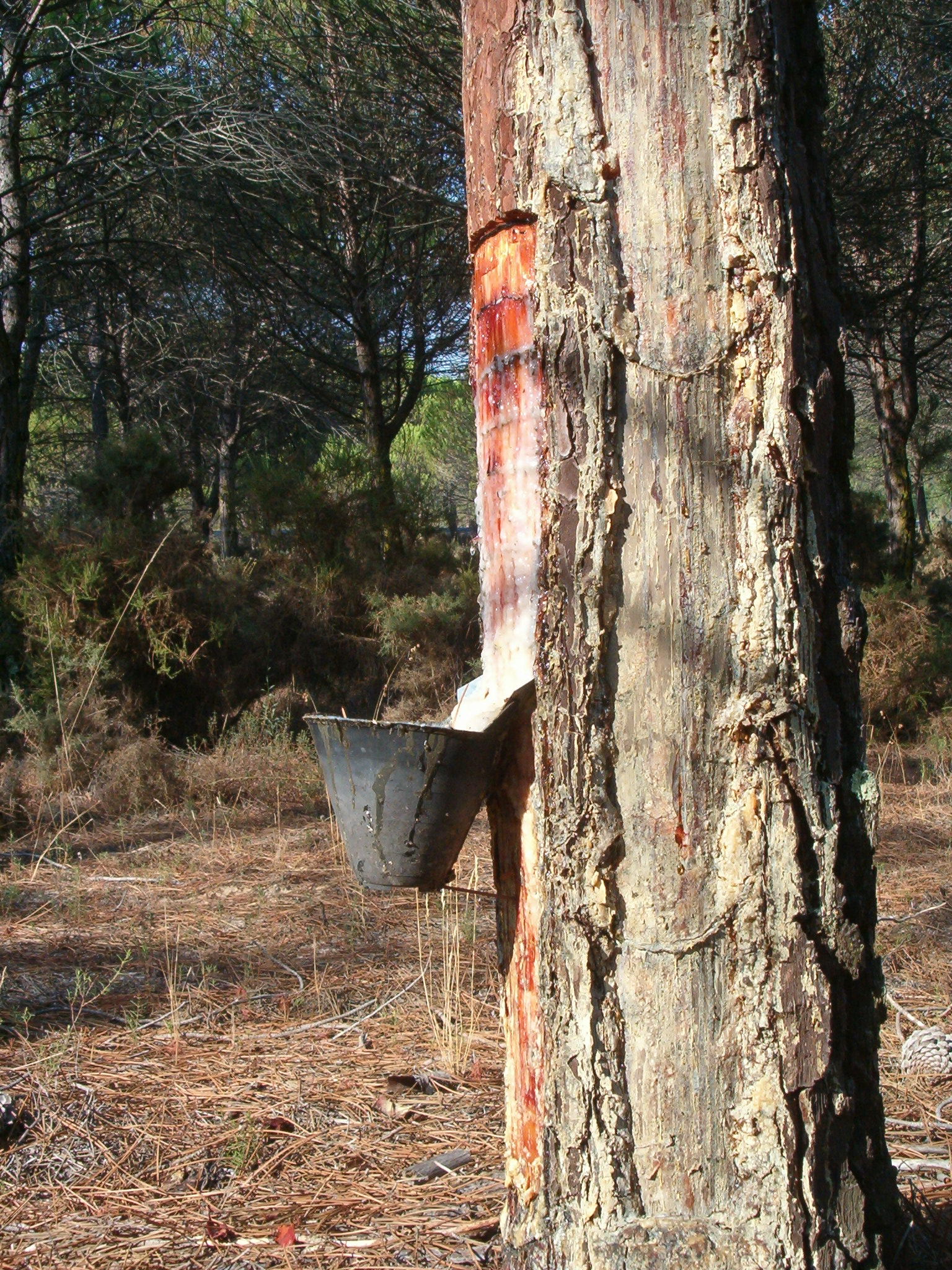
Portugal
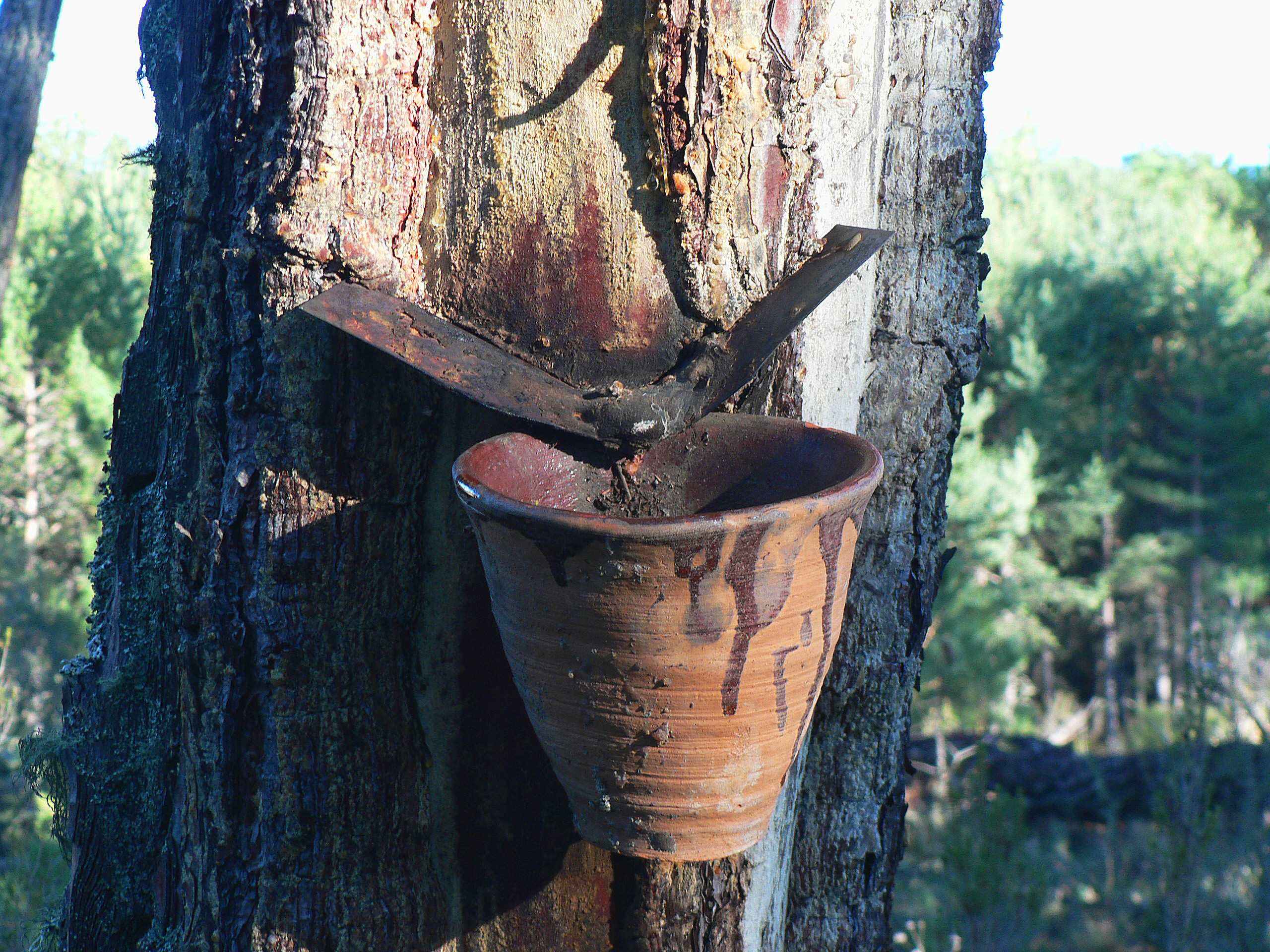
Espagne
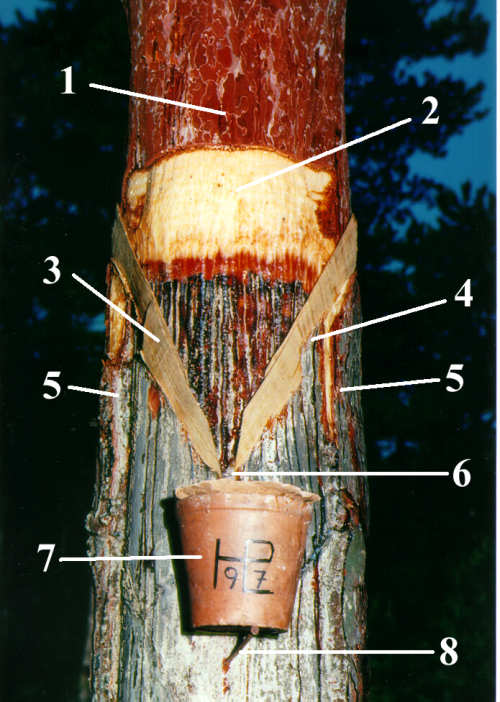
Allemagne
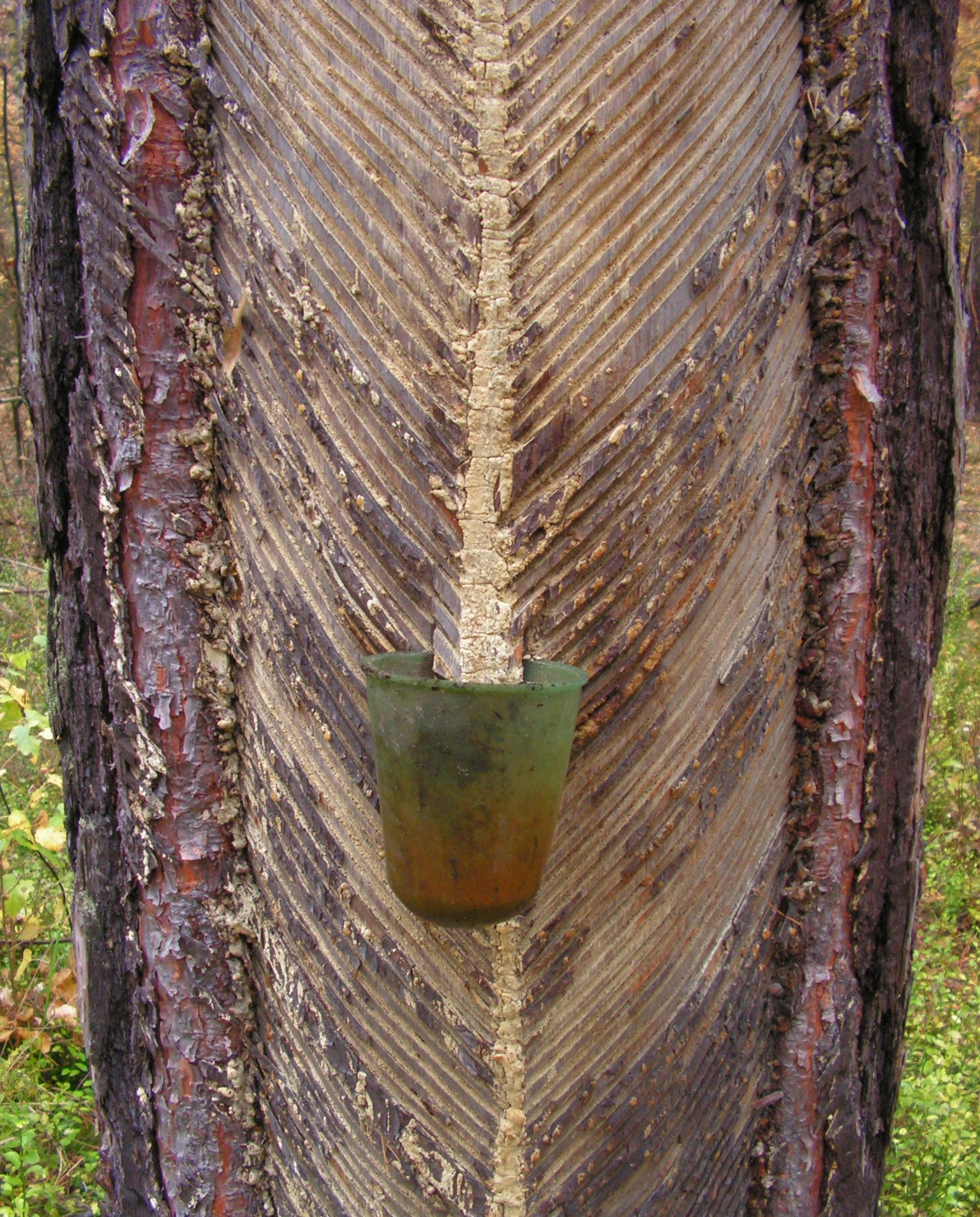
Pologne
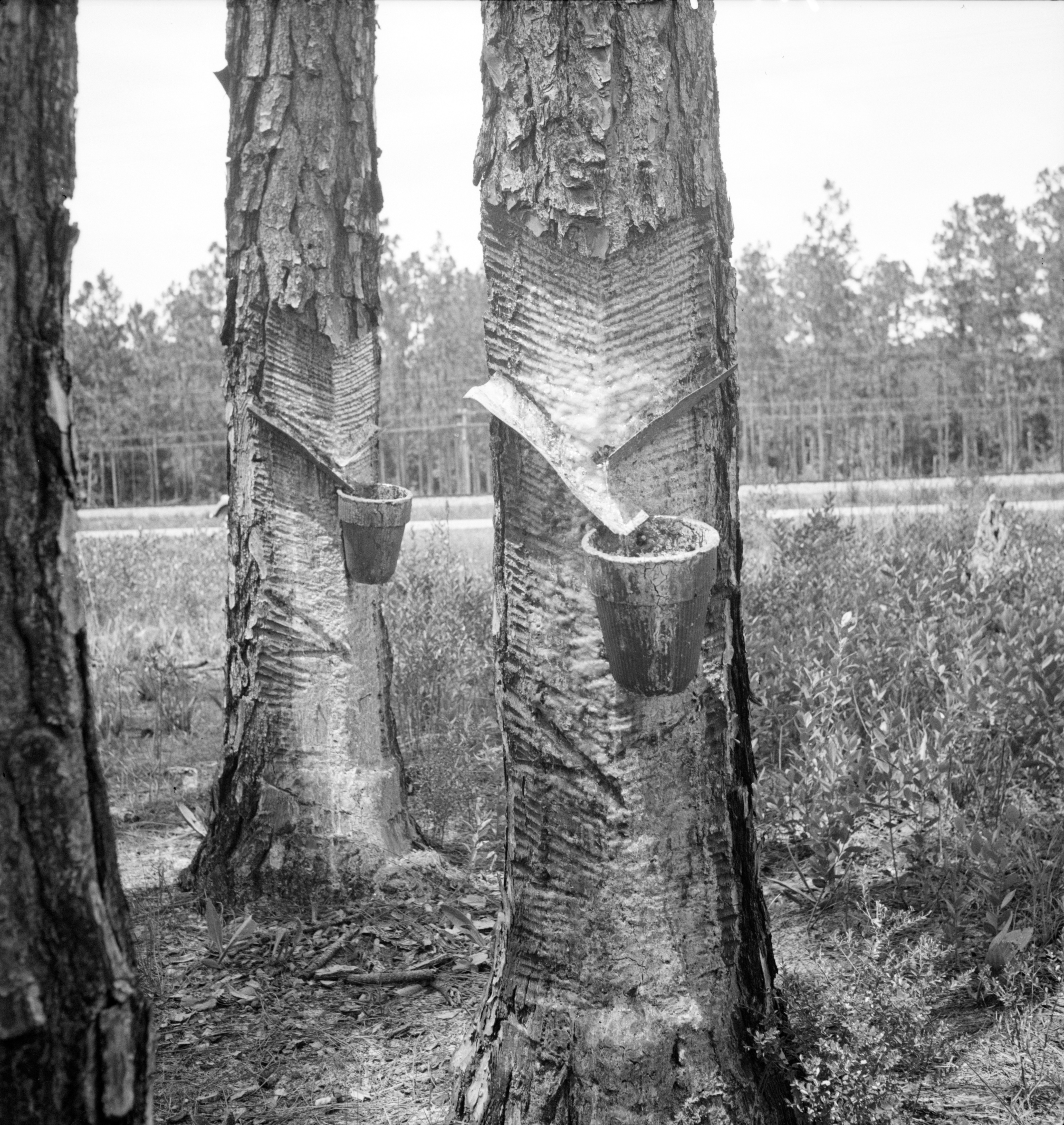
États-Unis (1936)
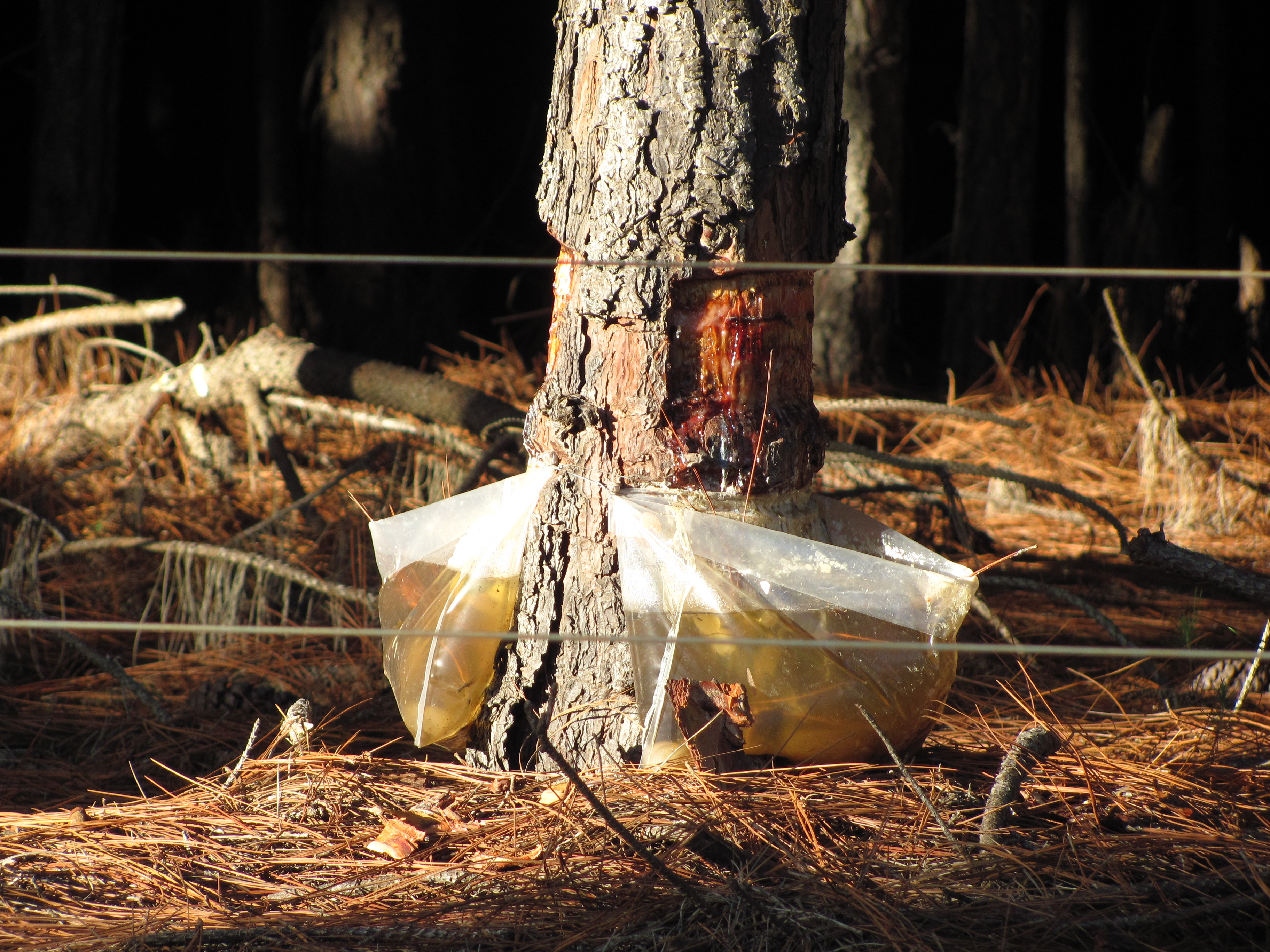
Sac plastique au Brésil

## Sources
1. ↑  Jean-Jacques et Bénédicte Fénié, Dictionnaire des Landes, Bordeaux, Éditions Sud Ouest, 2009, 349 p. (ISBN 978-2-87901-958-1), p. 270
2. ↑  Dictionnaire de la Lande Française, Éditions Loubatières
3. ↑  L’Almanach du Landais 2008, Éditions CPE